# Il Redentore
Kostel Nejsvětějšího Vykupitele (italsky: Chiesa del Santissimo Redentore ), běžně známý jako Il Redentore, je římskokatolický kostel ze 16. století a nachází se na ostrově Giudecca ve čtvrti Dorsoduro ve městě Benátky v Itálii.
Je to dílo architekta Andrea Palladia a byl postaven jako vyjádření díků za vysvobození města od velké morové epidemie. Nachází se na nábřeží Canálu Giudecca a je významnou dominantou panoramatu ostrova Giudecca. Je členem pěveckého spolku benátských kostelů a je v něm uložena řada obrazů od umělců, jako jsou Tintoretto, Paolo Veronese a nebo Francesco Bassano.

## Historie
Kostel Il Redentore byl postaven jako vyjádření díků za vysvobození města od velké morové epidemie, která zdecimovala Benátky mezi roky 1575 a 1576, přičemž při této epidemii zemřelo okolo 46 000 lidí (25-30 % tehdejší populace). Navržením budovy kostela pověřil senát Benátské republiky významného architekta Andrea Palladia. Přestože si senát přál, aby měl kostel čtvercový půdorys, Palladio jej navrhl ve tvaru lodního kýlu se třemi kaplemi na každé straně. Poloha kostela u Canálu Giudecca dalo Palladiovi možnost navrhnout fasádu inspirovanou Pantheonem z Říma, vylepšenou tím, že je kostel umístěn na širokém podstavci.
Ke vchodu kostela lze dojít po 15 schodech, což je přímý odkaz na Jeruzalémský chrám a souvisí s Palladiovým vlastním požadavkem, že "výstup (věřících) se bude stupňovat tak, že stoupání přinese více oddanosti".
Základní kámen byl položen patriarchou Benátek Giovannim Trevisanem 3. května 1577 a kostel byl vysvěcen v roce 1592. Na naléhavou žádost papeže Řehoře XIII. byl kostel po vysvěcení dán do opatrovnictví řádu menších bratří kapucínů. V klášteře, který je připojen ke kostelu, pobývá v současnosti malá skupinka mnichů.
Každý rok překračují dóže a senátoři přes speciálně postavený pontonový most ze čtvrti Zattere na ostrov Giudecca, aby se zúčastnili mše v tomto kostele. Festa del Redentore je jedním z hlavních svátků v benátském kalendáři a slaví se každý rok třetí neděli v červenci. Po skončení početného průvodu přes pontonový most následuje velký ohňostroj.

## Exteriér
Kostel Il Redentore je jedním z nejvýznamnějších míst, které Palladio navrhl a je považováno za vrchol jeho kariéry. Il Redentore je velká bílá budova s kupolí, která vévodí soše Vykupitele. Na fasádě leží uprostřed velký trojúhelníkový štít a pod ním leží štít menší. Toto klasicistní vzezření připomíná fasádu kostela San Francesco della Vigna, který taktéž navrhl Palladio a použil na onom kostele adaptaci vítězného oblouku. Palladio je známý pro uplatňování přísných geometrických proporcí na jeho fasády a kostel Il Redentore není výjimkou. Celková výška je čtyři pětiny z jeho celkové šířky, přičemž šířka střední části je pět šestin z jeho výšky.
Je pravděpodobné, že jsou na kostele patrné některé turecké vlivy v exteriéru, zejména dvě zvonice, které připomínají minarety.

## Interiér
Jelikož je kostel Il Redentore poutní, očekávalo se, že bude ve tvaru lodního kýlu. To byla pro Palladia výzva, protože měl sklon ke klasicistní architektuře. Výsledkem je poněkud eklektická budova, přičemž se bílý štuk a šedý kámen v interiéru slučuje s křížením v prostorech, které jsou čistě skloubené a přitom jednotné. V celém interiéru jsou průchody lemovány korintským řádem. 

### Umělecká díla
V kostele Il Redentore se nachází obrazy od Francesca Bassana Lazzaro Bastiani, Carlo Saraceni, Leandro Bassano, Palma mladší, Jacopa Bassana, Francesco Bissolo, Rocco Marconi, Paola Veroneseho, Alvise Vivariniho a díla od Tintoretta. V sakristii se také nachází řada voskových hlav Františkánů vyrobených v roce 1710.

## Galerie

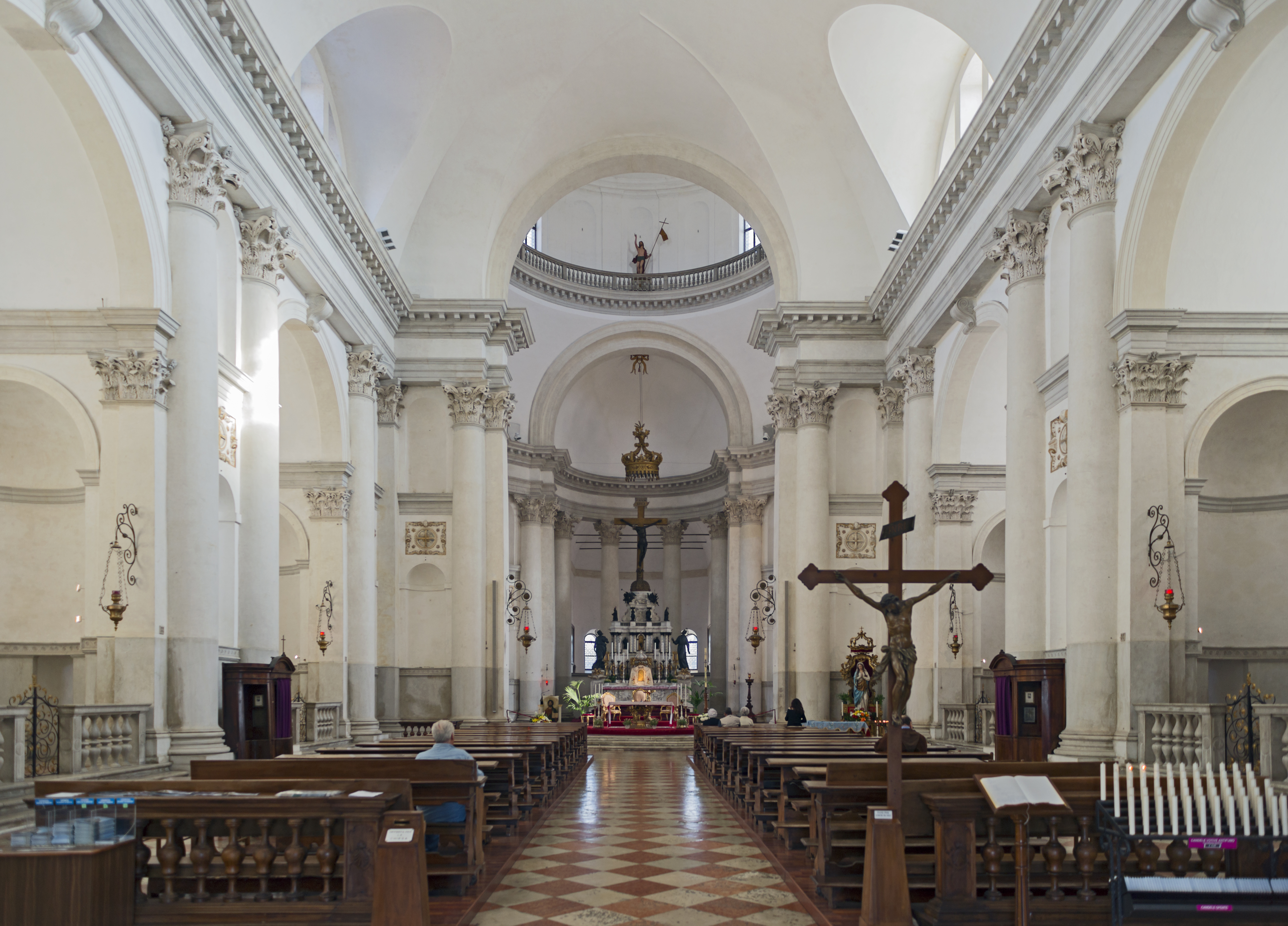
Interiér
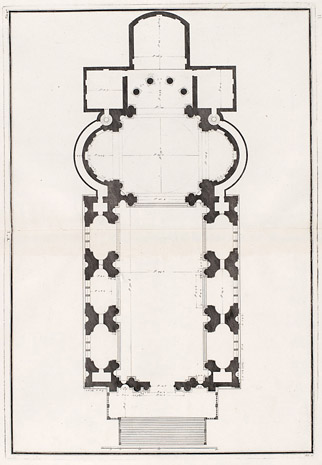
Plán kostela (1783)
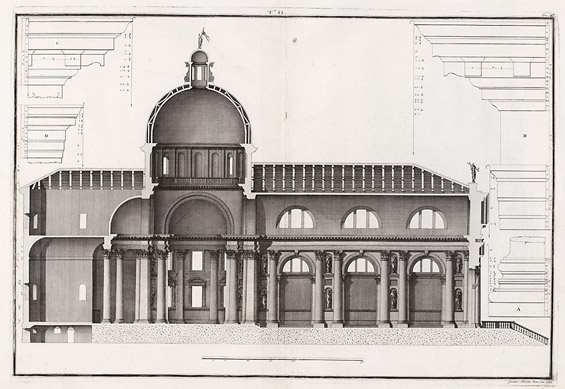
Podélný řez (1783)
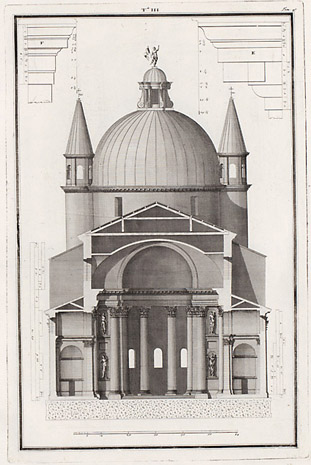
Příčný řez (1783)

Kostel několikrát vymaloval malíř Canaletto.